# Owernia
Owernia (fr. Auvergne, wymowaⓘ; owern. Auvèrnhe, Auvèrnha) – region administracyjny w centralnej Francji. Na mocy ustawy z dnia 27 stycznia 2014 roku, która weszła w życie 1 stycznia 2016 roku, został połączony z Rodanem-Alpami, tworząc tym samym nowy region Owernia-Rodan-Alpy.
Od wschodu graniczył z regionem Rodan-Alpy, od południa z Langwedocją-Roussillon i Midi-Pyrénées, od zachodu z Limousin, a od północy z Regionem Centralnym i Burgundią. W jego skład wchodziły 4 departamenty: Allier, Cantal, Górna Loara, Puy-de-Dôme. Poza Clermont-Ferrand, stolicą i największym miastem regionu, ludność koncentrowała się w następujących miastach:
Montluçon (40,1 tys. mieszk.), Aurillac (29,4), Vichy (25,7), Moulins (21,2) i Le Puy-en-Velay (20,8).

## Historia
Owernia to historyczna prowincja francuska, której nazwa wywodzi się od galijskiego plemienia Arwernów. Pod wodzą Wercyngetoryksa bronili się przed najazdami Rzymian. Pomimo walecznej obrony w twierdzy Gergowia, zostali podbici przez Cezara w 51 p.n.e. Po upadku imperium podbici zostali przez Wizygotów, a później Franków.
Później wchodziła w skład Akwitanii jako hrabstwo, a później jako hrabstwo i delfinat Owernii. Owernia podzielona została na kilka części, które należały do możnych rodów francuskich (m.in. Burbonów), a także do biskupów z Clermont. Ostatecznie pod koniec XVII wieku całą Owernię włączono do Korony francuskiej.
W 1790 historyczne prowincje zostały podzielone na departamenty. Ziemie historycznej Owernii weszły w skład 3 departamentów. W latach 70. powołano region administracyjny Owernia, powracając do historycznej nazwy. Swoim zasięgiem obejmował on inne krainy historyczne: Burbonię, Velay (Langwedocja) i Lyonnais.

## Geografia

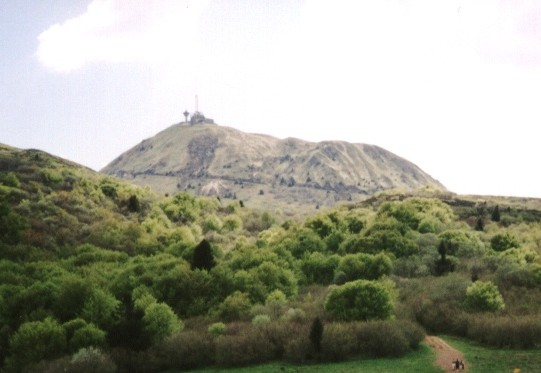
Szczyt Puy de Dôme – jeden z wulkanicznych szczytów Owernii

Region Owernia był położony w środkowej Francji. Jest krainą o rzeźbie wyżynno-górzystej. Znaczną część regionu zajmował wulkaniczny Masyw Centralny, którego kulminacją jest Puy de Sancy (1885 m n.p.m.). Najważniejszymi rzeki tego regionu były Loara, Dordogne i Allier.
Słabo zaludnione górskie obszary Owernii, porośnięte lasami dębowymi i sosnowymi (27% powierzchni regionu), podlegały ochronie w dwóch parkach regionalnych: Volcans d’Auvergne i Livradois-Forez.

## Gospodarka
Spośród wszystkich 22 ówczesnych regionów należał on do jednych z najbiedniejszych w kraju (PKB per capita kształtował się na poziomie około 80% wartości dla całego kraju). Stąd też obserwowało się już od końca XIX wieku procesy wyludniania się wsi.
Najważniejszymi branżami gospodarki regionalnej były rolnictwo i turystyka. Najbardziej rozwinęła się tu hodowla bydła. Region był znany ze swoich serów, m.in. bleu d’Auvergne czy saint-nectaire.
Znaczącą rolę odgrywała także turystyka uzdrowiskowa, górska i kongresowa. Najważniejszymi uzdrowiskami, wykorzystującymi miejscowe źródła wód mineralnych były: Vichy, La Bourboule, Châtel-Guyon, Mont-Dore, Saint-Nectaire.
Najważniejszym przedstawicielem przemysłu w tym regionie, a zarazem najsłynniejszą w świecie firmą wywodzącą się z Owernii, był producent opon Michelin, które ma swoją siedzibę w Clermont-Ferrand.
Wiele górskich rzek wykorzystywanych było dla potrzeb hydroenergetyki, m.in. Tarn, Dordogne, Cère, Lot i Truyère.